# 소울 (가수)
소울(SOUL, 본명: 김상미)은 CCM을 주 장르로 하는 대한민국의 가수로, 예명인 SOUL은 Saviour of OUr Life의 약자이다.

## 개요
총신대학교에서 교회음악과 작곡을 전공하고, 2001년에 동 대학교 주최의CCM경연대회에서 대상을 받았다. 이후 2003년 '기적을 믿나요'로 데뷔했다. R&B풍의 목소리가 특색이다. 대표곡으로는 '주 나를 사랑하시니', '날 세우시네', '예수님' 등이 있다.

## 디스코그래피
- 1집 : 기적을 믿나요(2003)
- 2집 : Love is the answer(2005년)
- Special Album : 심장병 어린이를 위한 사랑의 노래(2008년)